# Ligne 2 du tramway de Montpellier
Pour les articles homonymes, voir Ligne 2.

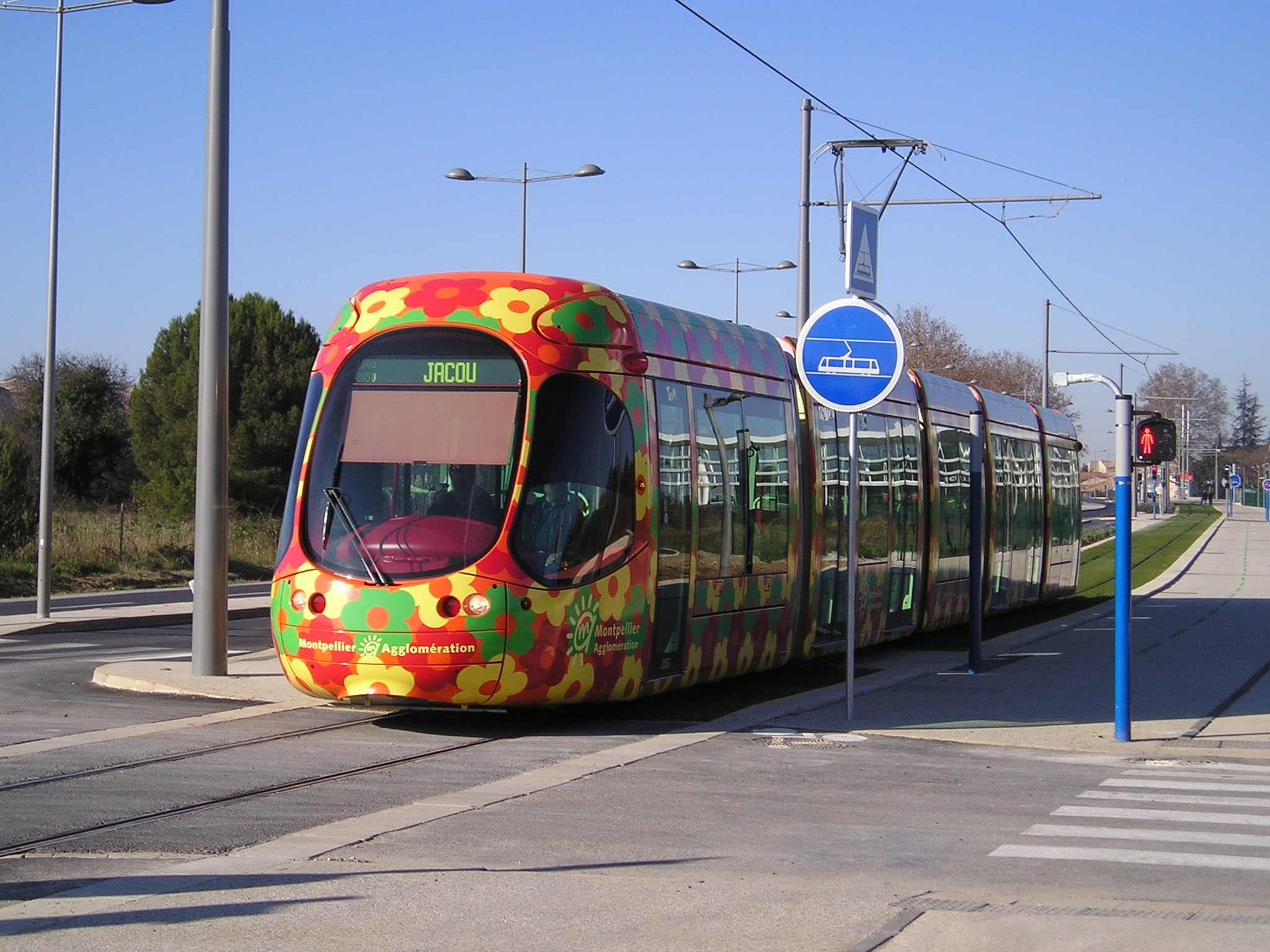
Rame Citadis 302 de la ligne 2 à Saint-Jean-de-Védas.

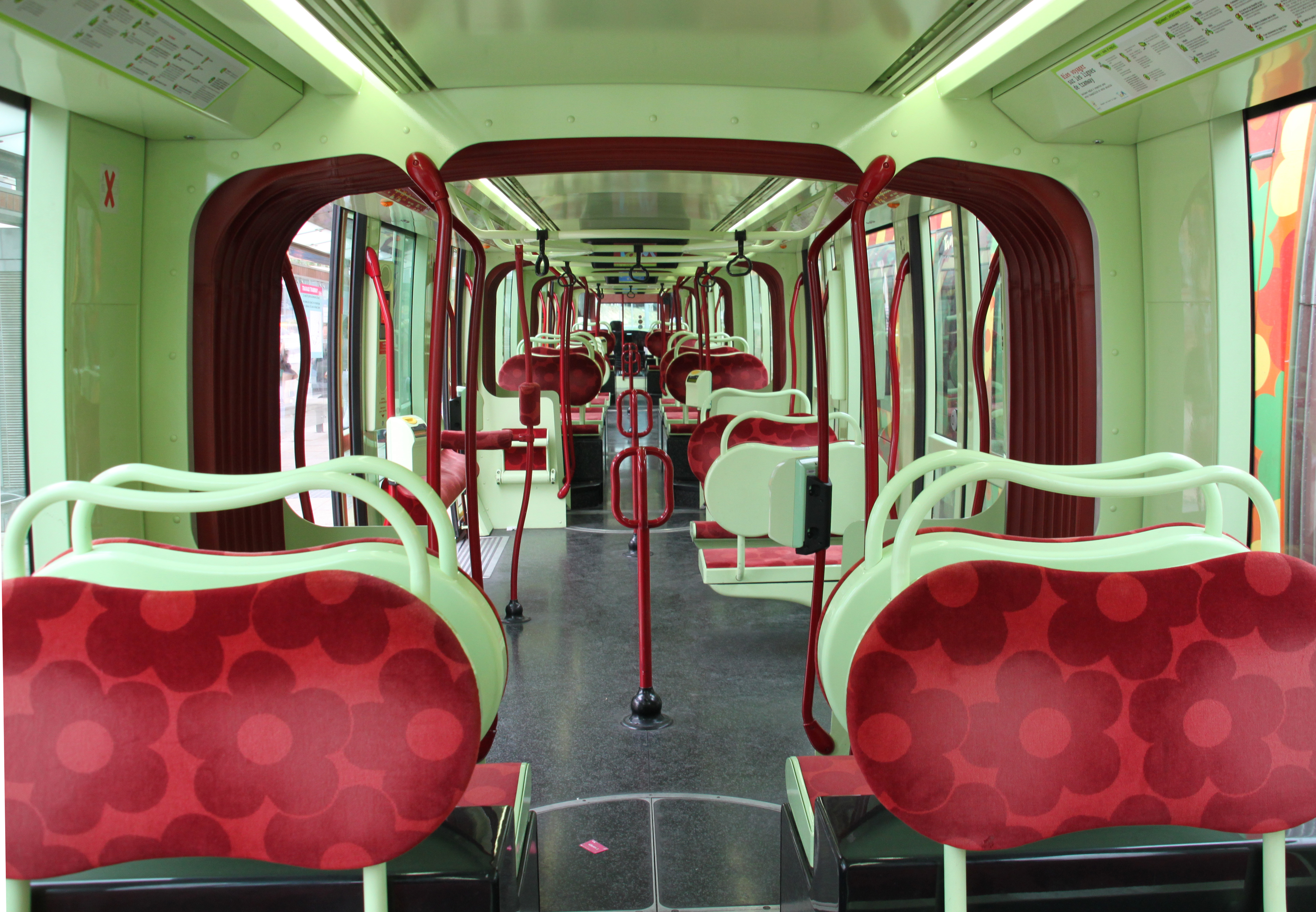
Vue intérieure d'une rame Citadis 302 de la ligne 2.

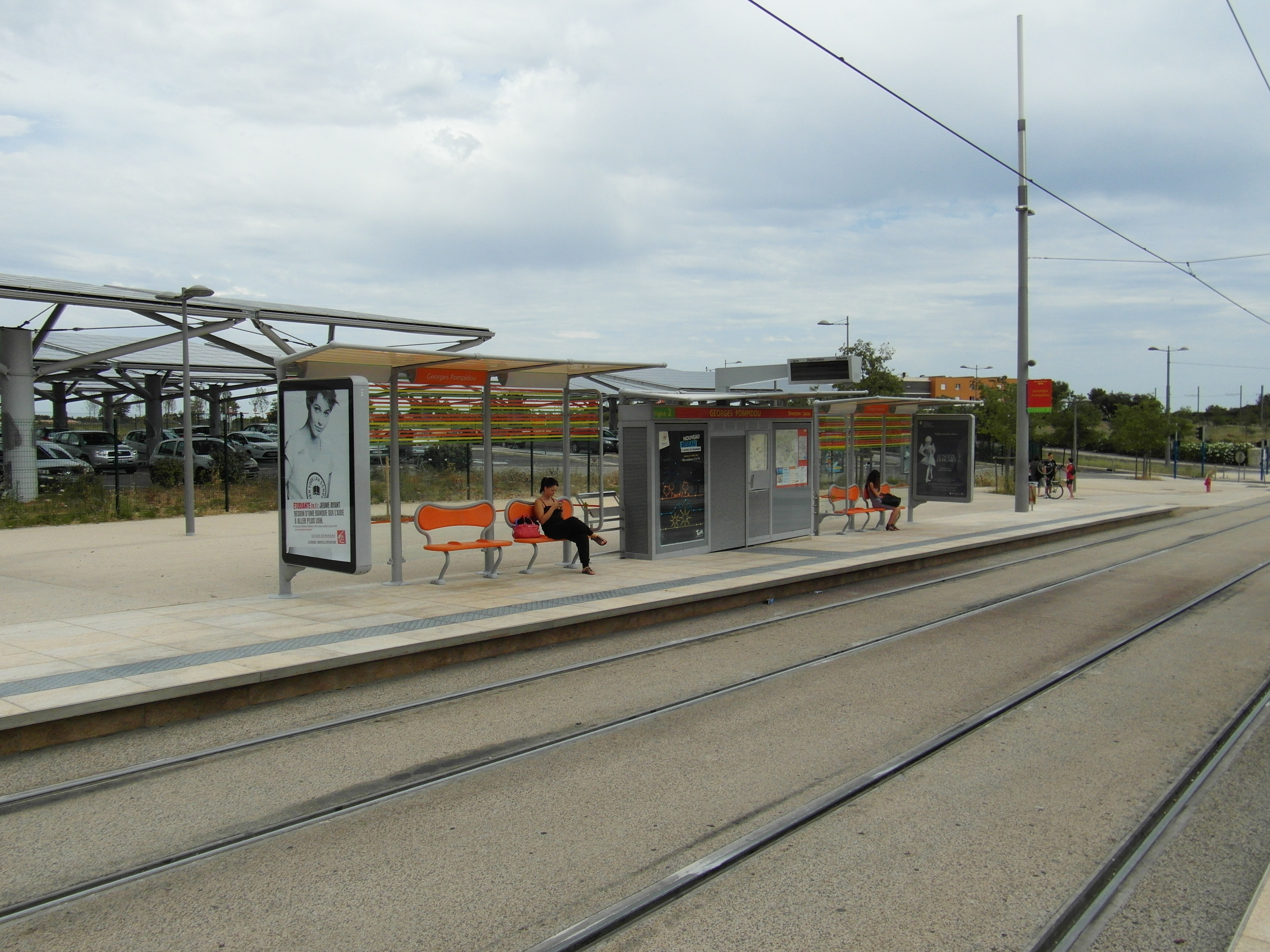
Station Georges Pompidou.

La ligne 2 du tramway de Montpellier est en service depuis le 18 décembre 2006. Longue de 17,5 km, elle relie les communes de Jacou, Castelnau-le-Lez (du côté de sa limite avec Le Crès) au nord-est, Montpellier au centre et Saint-Jean-de-Védas au sud-ouest. Elle se parcourt en 43 minutes d'un terminus à l'autre.

## Histoire
Lors de sa construction, une fouille a été réalisée rue de la Fontaine-du-Pila. Les archéologues ont découvert, que ce lieu avait été occupé il y a 11 500 ans par des humains au bord du Verdanson. Des chasseurs y avaient installé leur campement.
L'inauguration de la Ligne 2 à finalement lieu le samedi 16 décembre 2006 pour une mise en service le lundi 18 décembre.
Elle est électrifiée en 750 volts courant continu et ses rames circulent sur des portions communes avec la ligne 1 dans Comédie et devant la gare Saint-Roch. Entre les stations Sabines et Saint-Jean-le-Sec, la ligne utilise sur 2,5 km l'emprise de la ligne Montpellier-Paulhan, jusqu'alors inutilisée. La ligne est à double voie entre Sabines et Notre-Dame de Sablassou, à voie unique sur chacune des deux extrémités de 3,5 km.
L'amplitude du service, limitée de 7 h 00 à 20 h 00 durant les premiers jours d'exploitation, est portée de 5 h 00 à 0 h 30 dès le 8 janvier 2007, et les fréquences sont, en journée, d'un tramway toutes les 7 minutes sur le tronçon central et tous les quarts d'heure sur les deux extrémités à voie unique.
L'aménagement urbain de la ligne a été réalisé par l'architecte urbaniste Antoine Garcia-Diaz (quais, stations, revêtements, plantations, mobiliers urbains).
Le coût de cette ligne s'élève à 400 millions d'euros, soit environ 20 millions au kilomètre. Montpellier Méditerranée Métropole en finance 81,3 %, la Région Languedoc-Roussillon 5,75 %, le Département de l'Hérault 5,75 % et l'État 7,2 %.
Son parcours initial a été critiqué au niveau de la « boucle du Lez », le passage par l'est du centre à proximité du fleuve Lez et d'une des entrées du lycée Jean-Mermoz, entre les stations Corum et Gare Saint-Roch,.
Deux rames de la Ligne 2 sont floquées avec les noms Charles de Gaulle, du nom de la place que traverse la ligne à Castelnau-le-Lez, ainsi que celui de Frédéric Bazille, peintre emblématique de Montpellier, ayant peint certaines de ses œuvres au Parc du Domaine Méric, non loin d'où passe aujourd'hui le tramway dans le quartier Aiguelongue. 
Comme lors de la mise en service de la ligne 1, les lignes de bus urbaines, suburbaines et départementales ont leur tracé et leurs horaires modifiés, le 8 janvier 2007. Au cours du printemps 2007, des aménagements horaires et de parcours sont effectués pour s'adapter notamment aux horaires des établissements scolaires.
Avant 2012 et l'arrivée des lignes 3 et 4, la ligne 2 suivait le tracé de la ligne 4 entre Rives du Lez et Corum, et le tracé de la ligne 3 entre Gare St-Roch et Rives du Lez. Depuis, le parcours de la ligne 2 a été modifié pour faire voies communes avec la ligne 1 de Corum à la Gare Saint-Roch, évitant une correspondance aux passagers en direction de la gare, et gagnant quelques minutes de trajet de bout-à-bout.

## Tracé
|  |   |  | Stations                   | Latitude Longitude                | Communes desservies | Correspondances                                    |
|  | - |  | -------------------------- | --------------------------------- | ------------------- | -------------------------------------------------- |
|  | ■ |  | Jacou                      | 43° 39′ 16,24″ N, 3° 54′ 46,08″ E | Jacou               | 22 27                                              |
|  | • |  | Georges Pompidou           | 43° 38′ 57,62″ N, 3° 55′ 15,6″ E  | Castelnau-le-Lez    | 611                                                |
|  | • |  | Via Domitia                | 43° 38′ 48,21″ N, 3° 55′ 46,04″ E | Castelnau-le-Lez    | 30                                                 |
|  | • |  | Aube Rouge                 | 43° 38′ 18,91″ N, 3° 55′ 29,42″ E | Castelnau-le-Lez    | 35                                                 |
|  | • |  | Notre-Dame de Sablassou    | 43° 38′ 03,18″ N, 3° 55′ 20,06″ E | Castelnau-le-Lez    | A 21 31 46 Bus 3 601612                            |
|  | • |  | Centurions                 | 43° 37′ 58,94″ N, 3° 55′ 01,05″ E | Castelnau-le-Lez    |                                                    |
|  | • |  | La Galine                  | 43° 37′ 53,19″ N, 3° 54′ 32,42″ E | Castelnau-le-Lez    |                                                    |
|  | • |  | Clairval                   | 43° 37′ 48,64″ N, 3° 54′ 09,35″ E | Castelnau-le-Lez    |                                                    |
|  | • |  | Charles de Gaulle          | 43° 37′ 43,06″ N, 3° 53′ 51,92″ E | Castelnau-le-Lez    | 15 16 35 36 41                                     |
|  | • |  | Saint-Lazare               | 43° 37′ 36,34″ N, 3° 53′ 19,18″ E | Montpellier         | 15                                                 |
|  | • |  | Aiguelongue                | 43° 37′ 34,55″ N, 3° 52′ 59,49″ E | Montpellier         | 10 15                                              |
|  | • |  | Jeu de Mail des Abbés      | 43° 37′ 13,49″ N, 3° 53′ 02,63″ E | Montpellier         |                                                    |
|  | • |  | Beaux-Arts                 | 43° 36′ 59″ N, 3° 52′ 58″ E       | Montpellier         |                                                    |
|  | • |  | Corum                      | 43° 36′ 51,03″ N, 3° 52′ 54,52″ E | Montpellier         | 1 4                                                |
|  | • |  | Comédie                    | 43° 36′ 30,19″ N, 3° 52′ 47,2″ E  | Montpellier         | 1                                                  |
|  | • |  | Gare Saint-Roch            | 43° 36′ 17,43″ N, 3° 52′ 50,04″ E | Montpellier         | 1 3 4 8 11 17 234280 Grandes lignes, TER Occitanie |
|  | • |  | Rondelet                   | 43° 36′ 11,16″ N, 3° 52′ 33,83″ E | Montpellier         | 4 11 17 33 38                                      |
|  | • |  | Nouveau Saint-Roch         | 43° 35′ 57,8″ N, 3° 52′ 32,44″ E  | Montpellier         | 4                                                  |
|  | • |  | Saint-Cléophas             | 43° 35′ 41,61″ N, 3° 52′ 33,45″ E | Montpellier         | 53                                                 |
|  | • |  | Lemasson                   | 43° 35′ 37,14″ N, 3° 52′ 23,09″ E | Montpellier         |                                                    |
|  | • |  | Mas Drevon                 | 43° 35′ 43,87″ N, 3° 52′ 04,37″ E | Montpellier         |                                                    |
|  | • |  | Croix d'Argent             | 43° 35′ 32,71″ N, 3° 51′ 59,18″ E | Montpellier         |                                                    |
|  | • |  | Villeneuve d'Angoulême     | 43° 35′ 19,53″ N, 3° 51′ 56,41″ E | Montpellier         |                                                    |
|  | • |  | Sabines                    | 43° 35′ 03,58″ N, 3° 51′ 34,81″ E | Montpellier         | 15 18 53 Navette Ovalie 602                        |
|  | • |  | Victoire 2                 | 43° 34′ 29,52″ N, 3° 50′ 57,6″ E  | Saint-Jean-de-Védas |                                                    |
|  | • |  | La Condamine               | 43° 34′ 19,25″ N, 3° 50′ 40,25″ E | Saint-Jean-de-Védas |                                                    |
|  | • |  | Saint-Jean-le-Sec          | 43° 34′ 15,12″ N, 3° 50′ 16,51″ E | Saint-Jean-de-Védas | 20 32 603                                          |
|  | ■ |  | Saint-Jean-de-Védas Centre | 43° 34′ 29,7″ N, 3° 49′ 50,41″ E  | Saint-Jean-de-Védas | 20 33 43                                           |

Les stations en gras servent de départ ou de terminus à certaines missions.

## Matériel roulant
Les rames de la ligne 2 sont remisées et entretenues au dépôt La Jeune Parque qui est le dépôt des Transports de l'agglomération de Montpellier, dans le quartier d'activités Garosud. L'accès au dépôt se fait par une voie unique qui rejoint la ligne près de la station Sabines.
Avant avril 2012, 22 rames Citadis 302 d'Alstom en configuration cinq caisses étaient affectées à la ligne. Elles ont été livrées entre le 31 mars 2006 et le 16 février 2007 et étaient numérotées de 2041 à 2064.
Depuis 2012, le matériel roulant de la ligne 2 a évolué : les rames 2041 à 2045 ont été affectées à la ligne 4. Les rames 2046 à 2049 ont été transférées vers le parc multi-lignes, et servent sur les lignes 2 et 4 selon les jours. Cinq rames Citadis 402 viennent pallier les transferts.
L'extérieur des rames est orange décoré de fleurs et a été dessiné par Mattia Bonetti. Chacune est baptisée du nom d'une personnalité historique de la région montpelliéraine.
| Constructeur       | Modèle           | Nombre           | Numérotation     | Années delivraison | Longueur         | Nombre de caisses(éléments) | Affectation      |
| Rames mono-ligne   | Rames mono-ligne | Rames mono-ligne | Rames mono-ligne | Rames mono-ligne   | Rames mono-ligne | Rames mono-ligne            | Rames mono-ligne |
| ------------------ | ---------------- | ---------------- | ---------------- | ------------------ | ---------------- | --------------------------- | ---------------- |
| Alstom             | Citadis 302      | 17               | nos 2050 à 2064  | 2006 - 2007        | 32,5 mètres      | 5                           | 2                |
| Alstom             | Citadis 402      | 5                | nos 2093 à 2097  | 2012, 2014         | 42 mètres        | 7                           | 2                |
| Rames multi-lignes |                  |                  |                  |                    |                  |                             |                  |
| Alstom             | Citadis 302      | 2                | 2046 à 2049      | 2006               | 32,5 mètres      | 5                           | 2 4              |

## Fréquentation
De décembre 2006 à février 2007, la fréquentation est d'un peu moins de 40 000 voyageurs par jour, pour des prévisions de 50 à 55 000. Le record de fréquentation est de 40 200 validations de tickets dans la journée du vendredi 9 mars 2007. Début 2010, la fréquentation est de 60 000 passagers par jour. En mars 2017, elle est de 45 000 passagers par jour.
Nombre de validations de titre de transport, dans les deux sens :
| Tronçon ou station seule (correspondance) | mars 2007 |
| ----------------------------------------- | --------- |
| Jacou - Beaux-Arts                        | 9 700     |
| Corum (T1)                                | 5 800     |
| Les Aubes - Place Carnot                  | 7 000     |
| dont Place de l'Europe (T1)               | 1 800     |
| Gare Saint-Roch (T1)                      | 6 300     |
| Rondelet - Saint-Jean-de-Védas Centre     | 11 700    |

## Exploitation
En semaine, la première rame commence son service à 4 h 55 et le service se termine à 1 h 30 du lundi au jeudi et à 2 h 30 les vendredis et samedis. Le dimanche, le service commence à 5 h 45 et se termine à 1 h 30.
Le service est alterné à raison d'un tramway sur deux pour Saint-Jean-de-Védas et Jacou.
La ligne ne fonctionne pas le 1er mai.

## Les projets évoqués
Des prolongements de la ligne 2 sont évoqués, en utilisant des emprises désaffectées de SNCF Réseau (ex-Réseau ferré de France).
Le 23 décembre 2011, lors de la présentation de la ligne 4, Jean-Pierre Moure évoque les extensions de la ligne 2, vers le nord-est et le sud-ouest.
Vers le nord-est, au-delà de la station Notre-Dame-de-Sablassou à Castelnau-le-Lez, vers Castries, l'emprise de l'ancienne ligne ferroviaire de Sommières (à partir de la halte des Mazes-Le Crès, fermée depuis 2011) pourrait être empruntée. L'extension, à voie unique, mesurerait 7 kilomètres. Par ailleurs, la station Notre-Dame-de-Sablassou pourrait devenir un pôle d'échanges, avec une halte TER (qui serait alors construite à proximité, sur la ligne Nîmes – Montpellier).
Vers le sud-ouest, au-delà de Saint-Jean-de-Védas, l'infrastructure ferroviaire Paulhan – Montpellier peut permettre de prolonger le tramway vers les communes de l'ouest de la métropole : Fabrègues, Cournonterral et Cournonsec, et, au-delà des limites communautaires, vers Montbazin, Gigean et Poussan, membres de la communauté de communes du Nord du Bassin de Thau (intégrée à la communauté d'agglomération du Bassin de Thau en 2017). L'extension, à voie unique, mesurerait 17,5 km, dont 13 km dans l'emprise ferroviaire ; ce projet est lié à la fusion des deux intercommunalités. Le 26 janvier 2009, une commission tramway de la métropole de Montpellier précise le parcours, avec l'utilisation de l'emprise ferroviaire sur le territoire communal de Montpellier, pour éviter une partie des stations de la ligne 2 entre Sabines et Gare Saint-Roch.
La longueur de l'extension avoisinerait les 24 km de voies nouvelles, soit environ 33 km au total. Le matériel n'est pas encore défini, mais pourrait être un tram-train.